# Ambia rhabdotalis
Ambia rhabdotalis là một loài bướm đêm trong họ Crambidae.